# شبگرد دوش‌سیاه
شبگرد دوش‌سیاه (نام علمی: Caprimulgus nigriscapularis) نام یک گونه از تیره شبگردان است.